# Психодиагностика
Психодиагно́стика (от греч. ψυχή — душа, и греч. διαγνωστικός — способный распознавать) — отрасль психологии, разрабатывающая теорию, принципы и инструменты оценки и измерения индивидуально-психологических особенностей личности.

## Становление и структура психодиагностики
Психодиагностика складывалась в конце XIX — начале XX столетий. В. Вундт, хотя и считал, что высшие психические функции, составляющие сущность исследования личности, не подлежат экспериментальному изучению, в лабораторных условиях впервые экспериментально исследовал восприятие, память, внимание, скорость реагирования и т. п. Основателем психологии индивидуальных различий (дифференциальной психологии) принято считать У. Штерна, который еще в 1900 г. призывал психологов заниматься не только исследованием общих психических закономерностей, но и также индивидуальностью. Собственно понятие «психодиагностика» появилось в публикации Г. Роршаха в 1921 г., «Психодиагностика: диагностический тест, основанный на восприятии», где был описан знаменитый тест «пятна Роршаха». Стоит отметить одного из отцов психодиагностики — Леопольд Сонди.
В XX веке психодиагностика и её приложения интенсивно разрабатывались, и в настоящее время образуют разветвлённую структуру методов и методик. Средства современной психодиагностики разделяются на две группы: строго формализированные методики, и методики малоформализованные.
К строго формализованным методикам относятся тесты, опросники, некоторые методики проективной техники и психофизиологические методики. Для строго формализованных методик характерны детальная регламентация, стандартизация (установление единообразия проведения обработки и представления результатов диагностических экспериментов), объективизация процедуры обследования или испытания (точное соблюдение инструкций, строго определенные способы предъявления стимульного материала, невмешательство исследователя в деятельность испытуемого и др.), надежность и валидность. Многие строго формализованные методики доведены до уровня компьютерной реализации.
Малоформализованные методики — это наблюдения, беседы и интервью, анализ продуктов деятельности. Они дают ценные сведения об испытуемом, особенно когда предметом изучения выступают такие психические процессы и явления, которые мало поддаются объективизации и формализации (например, плохо осознаваемые субъективные переживания, личностные смыслы) или являются чрезвычайно изменчивыми по содержанию (динамика целей, состояний, настроений и т. д.). Малоформализованные методики очень трудоемки (например, наблюдения за обследуемым осуществляются иногда в течение нескольких месяцев) и требуют большого профессионального мастерства и опыта психодиагноста.
Малоформализованные и строго формализованные диагностические методики дополняют друг друга и должны использоваться в комплексе. Развитие новых интеллектуальных методов анализа данных постепенно расширяет область применения компьютеров в психодиагностике. Новые технологии позволяют использовать имитацию психологической интуиции компьютерными системами.
Накопленный опыт применения психодиагностики суммирован в многочисленных учебных пособиях, энциклопедических собраниях методик и тестов и в справочной литературе.

## Приложения психодиагностики
Основные области применения психодиагностики:
- управление персоналом, подбор и отбор персонала, профориентация;
- оптимизация обучения и воспитания, проблема «сложных детей»;
- прогнозирование социального поведения (психологическая экспертиза в армии, при формировании экспедиций и др.);
- судебно-психологическая экспертиза;
- консультативная, психотерапевтическая помощь.
- клиническая (оценка психологического статуса пациента, в условиях амбулаторного врачебного приема или скорой медицинской помощи).

Случаи обращения за помощью к психологу можно отнести к двум основным типам:
- ситуация клиента — когда человек обращается за помощью и консультацией для себя или своих близких;
- ситуация экспертизы — когда за помощью в диагностике к психологу обращается организация, например, для оценки уровня психического развития человека, причин девиантного поведения подростка, профессиональной пригодности и т. п.

Варианты использования психодиагностических данных:
- Данные используются обследуемым в личных целях (например, для самоусовершенствования).
- Данные используются психодиагностом (например, для психокоррекционной работы).
- Данные используются администрацией для принятия решения.

Этика психолога требует четкого определения целей и задач психодиагностической работы (то есть оформления заказа) уже на предварительном этапе.
Основные требования к психологическому заключению:
- Психологическое заключение должно соответствовать цели заказа.
- Психологическое заключение должно соответствовать уровню подготовки заказчика к восприятию и использованию результатов обследования.
- Содержание заключения должно вытекать из целей диагностики.
- В содержание заключения должны входить конкретные рекомендации (если таковые требовались заказчиком).
- Заключение должно включать краткое описание процесса психодиагностики, то есть используемые методы, полученные с их помощью данные, интерпретация данных, выводы.
- В заключении необходимо описывать существенные признаки ситуации во время диагностики, такие как: состояние респондента; характер контакта испытуемого с психологом; нестандартные условия тестирования; и другие существенные признаки.